# Лаппо Георгій Михайлович
Гео́ргій Миха́йлович Лаппо (нар. 18 квітня 1923, Льгов — 9 жовтня 2020) — радянський і російський географ-урбаніст. Доктор географічних наук (1975), професор (1988).
Почесний член Російського географічного товариства. Лауреат Державної премії СРСР (1987), Заслужений діяч науки Російської Федерації (1998).

## Біографія
Народився в місті Льгов Курської губернії. У 1940 р. вступив у Московський інститут хімічного машинобудування, закінчивши перший курс, пішов на фронт в 1941 р. Демобілізувавшись у 1946 р., працював бортрадистом в загоні Московського Аерогеодезичного підприємства ГУДК. У 1953 році заочно закінчив географічний факультет МГУ (кафедра економічної географії СРСР), в 1953—1956 рр. навчався в аспірантурі того ж факультету. Кандидатську дисертацію на тему «Міста Московської області» захистив у 1962 р.

## Нагороди та звання
- Орден Вітчизняної війни II ступеня (1946)
- Орден Червоної Зірки (1944)
- Медаль «За оборону Кавказу» (1943)
- Медаль «За перемогу над Німеччиною» (1945)
- Медаль «За трудову відзнаку» (1952)
- Заслужений діяч науки Російської Федерації (1998)
- Почесний радист СРСР (1951)
- Почесний член РГО (2000)

## Праці
- География городов с основами градостроительства. М.: МГУ, 1969. 184 с.
- Рассказы о городах. М.: Мысль, 1972. 192 с (переиздана в 1976 г.)
- Moscow. Capital of the Soviet Union. M.: Progress, 1976. P. 189 (при участии А. Ю. Беккера и А. Г. Чикишева)
- Городские агломерации в СССР и за рубежом. М.: Знание, 1977 (совместно с В. Я. Любовным)
- Развитие городских агломераций в СССР. М.: Наука, 1978. 152 с.
- Geograpia de las Ciudades y fundomentas de Urbanismo. M.: Wneshtorgizdat 1983. P. 204
- Геоурбанистика в СССР. Основные достижения и направления исследований. М., 1986 (в соавторстве с Н. В. Петровым; переведена в США)
- Города на пути в будущее. М.: Мысль, 1987. 237 с.
- Packaз за Mockва. Наука и изкуство. София, 1987. 199 с. (в соавторстве с А. Абаджиевым)
- Georgij M. Lappo und Fritz W. Honsch. Urbanisierung Rußlands. Berlin: Stuttgart: Borntraeger, 2000. P. 215.
- Города России. Взгляд географа. М.: Новый хронограф. 2012 [Архівовано 28 липня 2017 у Wayback Machine.]